# 湯の台スキー場
湯の台スキー場（ゆのだいスキーじょう）は、山形県最上郡大蔵村にあるスキー場。

## 概要
全日本スキー連盟公認のクロスカントリーコースを核としたスキー場であり、各種大会も行われている。豪雪地帯で知られる場所にあることから、例年5月の上旬まで営業を行っている。尚、シーズン期間中は土日のみの営業期間もあるので、注意が必要である。
照明設備はなく、ナイター営業は行っていない。

## アクセス
- 自動車
  - JR東日本奥羽本線・新庄駅より約50分[2]。

## その他
無料駐車場あり(20台)

## 周辺
- 国道458号
- 肘折温泉